# Marcel Jean
Marcel Jean (La Charité-sur-Loire, 1900-Louveciennes, 4 de diciembre de 1993) fue un pintor francés. 
Estudió en la École nationale des Arts Décoratifs en París. En 1924 se mudó a los Estados Unidos para trabajar como diseñador textil. Dos años más tarde volvió a París, donde su interés por el surrealismo le llevó a subscribirse a la revista Révolution surréaliste dirigida por André Breton. En 1933 conoce a Bretón, Paul Éluard, Benjamin Péret y René Crevel, uniéndose al movimiento. Desde ese momento participa en las exposiciones, publicaciones y encuentros surrealistas, convirtiéndose en unos de los primeros cronistas del movimiento. 
En el verano de 1935 se encuentra en Barcelona, donde realiza diversos «cadáveres exquisitos» por medio de collages con Esteban Francés, Remedios Varo y Óscar Domínguez. En 1936 colabora con este último en Grisoum una antología de imágenes que evocan la creación del mundo. Simultáneamente, produce objetos surrealistas como la cabeza de mujer titulada Le Spectre du Gardènia, y participa en la exposición del Museum of Modern Art en Nueva York Fantastic Art, Dada and Surrealisme. En 1937 Jean interpreta el papel de Soliman en la adaptación teatral de Sylvian Itkine del Ubu echainé de Alfred Jarry. Llamado para dirigir un taller de diseño textil en Budapest, el artista se mueve a esta ciudad junto a su mujer Lily. La pareja permanece en Hungría por siete años. Al final de la guerra vuelven a París. En 1945 publica Maldoror con Arpad Mezei y dos años más tarde participa en la Exposition Internationale du Surréalisme en la Galerie Maeght en París. 
En la década de 1950 se embarca en un extensivo análisis del movimiento surrealista que se materializa en el libro Histoire de la peinture surréaliste. Posteriormente edita Jours effeuillés, colección de escritos de Jean Arp. A finales de la década de 1960 alcanza una preeminente posición entre los estudiosos del surrealismo y es invitado a dar conferencias sobre el movimiento en el MoMA. En 1976 dedica cuarenta medallas a figuras y motivos surrealistas, y dos años más tarde publica la Autobiographie du Surréalisme, una antología de texto surrealistas. En 1991 publica sus memorias, Au Galop dans le vent paraît.
Marcel Jean falleció el 4 de diciembre de 1993 en Louveciennes.
- Datos: Q3289050